# Zwartkruinpitta
De zwartkruinpitta (Erythropitta venusta; ook wel Pitta venusta ) is een vogelsoort uit de familie van pitta's (Pittidae).

## Kenmerken
De zwartkruinpitta is een vrij kleine (16 cm), prachtig gekleurde soort pitta. De kop, bovenkant en keel zijn dofzwart en de borst is kastanjebruin. De buik is karmijnrood. Kenmerkend is de blauwe streep met helderblauwe sierveertjes vanaf het oog tot in de nek en ook in de vleugel zitten blauwe veren.

## Leefwijze
Net als de meest pitta’s leeft de zwartkruinpitta in dichte bossen. Hoewel de dieren kunnen vliegen, geven ze er doorgaans de voorkeur aan om op de grond te blijven. Hun voedsel vinden ze op bosbodem en bestaat voornamelijk uit kleine ongewervelde dieren zoals insecten en slakken.

## Verspreiding en leefgebied
De zwartkruinpitta is endemisch in de bergbossen van Sumatra (Indonesië). Deze pitta is op nog maar enkele plaatsen daar aangetroffen. Het is een vogel die leeft in de ondergroei van berghellingen met tropisch bos dat bestaat uit plankwortelbomen op een hoogte tussen de 400 en 1400 m boven de zeespiegel. Daar huist de vogel in vochtige, donkere, dichtbegroeide gedeelten met rotsblokken en ravijnen. Daardoor is de vogel zeer lastig waarneembaar.

## Status
De grootte van de populatie is niet gekwantificeerd. Er zijn weinig waarnemingen, maar aangenomen wordt dat dat vooral komt door de verborgen levenswijze van deze vogel en niet omdat deze vogel heel zeldzaam is. Op de Rode lijst van de IUCN heeft deze soort de status niet bedreigd.